# Сен-Жюльен-де-Бурдей
Сен-Жюлье́н-де-Бурде́й (фр. Saint-Julien-de-Bourdeilles) — коммуна во Франции, находится в регионе Аквитания. Департамент — Дордонь. Входит в состав кантона Брантом. Округ коммуны — Перигё.
Код INSEE коммуны — 24430.

## География
Коммуна расположена приблизительно в 420 км к югу от Парижа, в 110 км северо-восточнее Бордо, в 22 км к северо-западу от Перигё.

### Климат
Климат умеренный океанический со средним уровнем осадков, которые выпадают преимущественно зимой. Лето здесь долгое и тёплое, однако также довольно влажное, здесь не бывает регулярных периодов летней засухи. Средняя температура января — 5 °C, июля — 18 °C. Изредка вследствие стечения неблагоприятных погодных условий может наблюдаться непродолжительная засуха или случаются поздние заморозки. Климат меняется очень часто, как в течение сезона, так и год от года.

## Население
Население коммуны на 2010 год составляло 79 человек.
| 1962 | 1968 | 1975 | 1982 | 1990 | 1999 | 2010 |
| ---- | ---- | ---- | ---- | ---- | ---- | ---- |
| 123  | 121  | 110  | 113  | 109  | 105  | 79   |

## Администрация
| Период | Период | Фамилия          | Партия                                                                         | Примечания |
| ------ | ------ | ---------------- | ------------------------------------------------------------------------------ | ---------- |
| 1922   | 1959   | Альфонс Буйе     |                                                                                |            |
| 1959   | 1977   | Пьер-Шарль Мазуо |                                                                                |            |
| 1977   | 2014   | Бернар Мазуо     | Союз за французскую демократию → Союз за народное движение- Радикальная партия |            |
| 2014   | 2020   | Гастон Шапо      |                                                                                |            |

## Экономика
В 2010 году среди 48 человек трудоспособного возраста (15-64 лет) 27 были экономически активными, 21 — неактивными (показатель активности — 56,3 %, в 1999 году было 65,6 %). Из 27 активных жителей работали 24 человека (12 мужчин и 12 женщин), безработных было 3 (2 мужчин и 1 женщина). Среди 21 неактивных 1 человек был учеником или студентом, 16 — пенсионерами, 4 были неактивными по другим причинам.

## Достопримечательности
- Церковь Св. Иулиана (XII век)[5]

## Фотогалерея
- Сен-Жюльен-де-Бурдей
- Церковь Св. Иулиана
- Церковь Св. Иулиана
- Интерьер церкви
- Источник
- Река Булу